# Schlacht von Szőreg

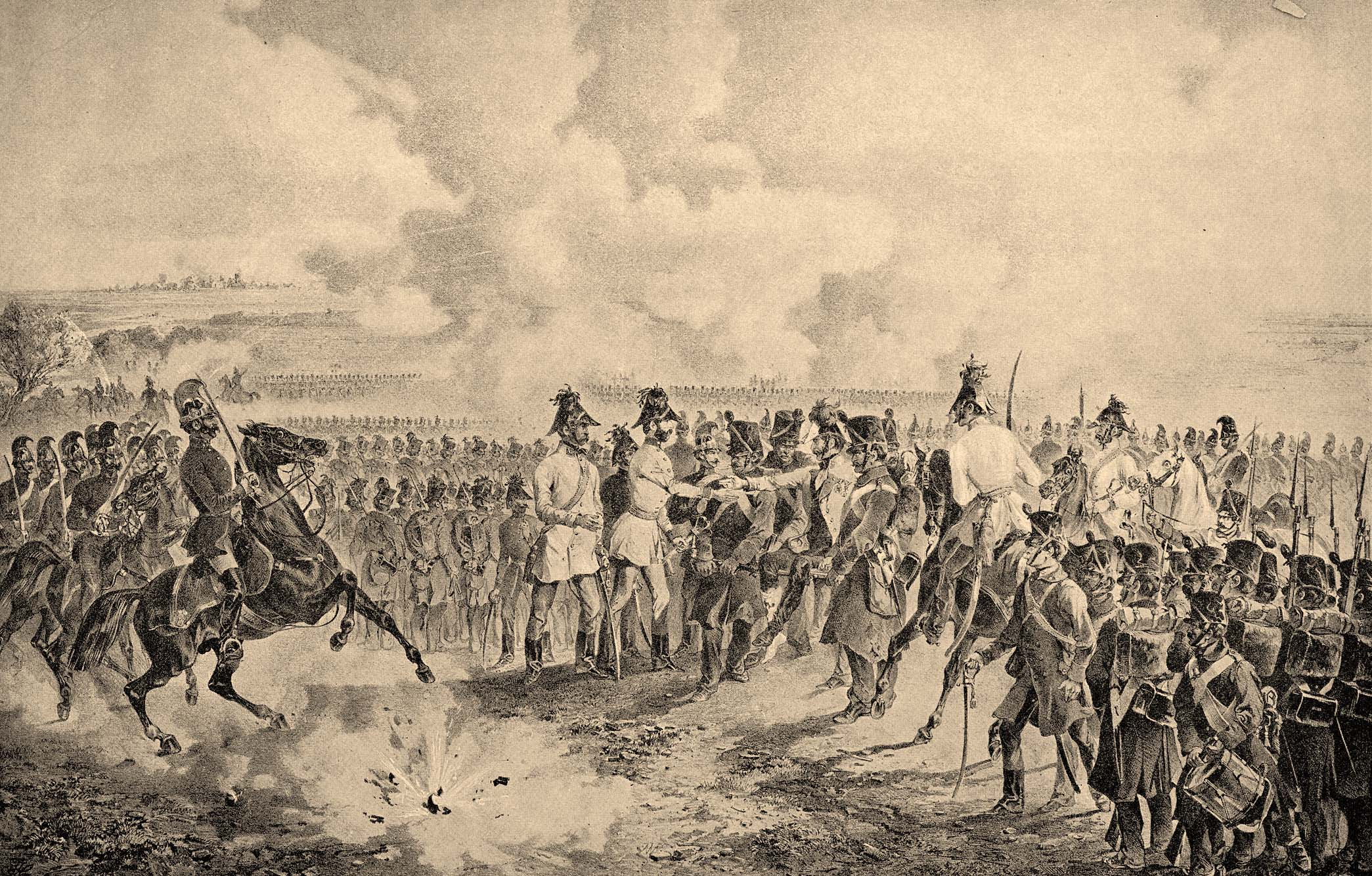
Schlacht von Szőreg

Die Schlacht von Szőreg am 5. August 1849 war Teil des Ungarischen Unabhängigkeitskrieges und fand am Fluss Theiß im Raum Szeged statt. Die kaiserlich österreichischen und russischen Truppen unter Oberbefehl des Feldzeugmeisters Julius von Haynau griffen die ungarische Abwehrstellung im Brückenkopf bei Szőreg an und besiegten die Ungarn unter General Henryk Dembiński in einer kurzen Angriffsschlacht. Die Niederlage war trotz der geringen Verluste für das Insurgenten-Heer schwerwiegend, weil dadurch die Moral der besiegten Truppen untergraben wurde und der Weg zum Entsatz des belagerten Temesvár frei wurde.
Pákozd –
Schwechat –
Kaschau –
Mór –
Hermannstadt –
Vízakna (Salzburg) –
Piski –
Mediasch –
Kápolna –
Hatvan –
Tápió Bicske –
Isaszeg –
Waitzen I –
Nagy-Salló –
Komorn I –
Mocsa –
Kács –
Pered –
Raab –
 Ács (Komorn II) –
Komorn III –
Hegyes –
Waitzen II –
Tura –
Segesvár –
Debreczin –
Szőreg –
Temesvár
Arad –
Deva –
Esseg –
Karlsburg –
Komorn IV –
Leopoldov –
Ofen –
Peterwardein –
Temesvár

## Vorgeschichte
Nach den Schlachten um Komorn befand sich die ungarische Hauptarmee unter General Görgey auf dem Rückzug. Der österreichische Feldzeugmeister Haynau besetzte am 12. Juli Ofen und nahm Ende Juli die Verfolgung auf. Er teilte seine Armee (46.000 Mann und 284 Kanonen) in drei Teile und versuchte, die in Szeged wartende ungarische Armee durch seinen dreisäuligen Aufmarsch zum Theiß-Abschnitt zum Ausweichen zu veranlassen. Erstes Ziel war die Aushebung der nach Szeged verlegten ungarischen Regierung und der Entsatz der kaiserlichen Garnison in Temesvár. Das am rechten Flügel vorgehende III. Korps (FML. Ramberg) wurde nach Maria-Theresianopel gesandt. Mit seiner Hauptstreitmacht (IV. Korps, kombinierte Kavallerie- und russische Division) marschierte Haynau ohne Widerstand nach Felegyhaza, wo Anfang August sein Hauptquartier aufgeschlagen wurde.

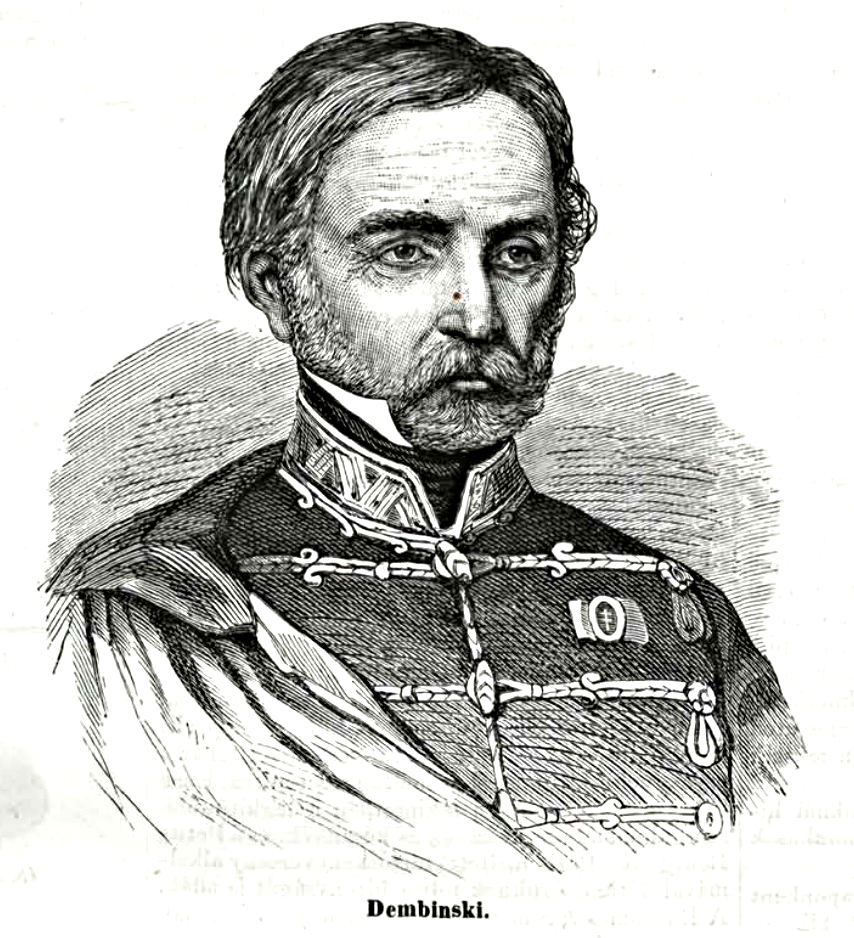
Henryk Dembiński

Am 29. Juli rückte General Mór Perczel mit der Südarmee (26.400 Leute mit 49 Kanonen) in Szeged ein, das Oberkommando wurde an General Dembiński übergeben, der mit seinen eigenen Truppen jetzt über 34.000 Mann und 108 Kanonen verfügte. Dembiński gab die Stadt Szeged auf und beschloss die Armee in eine starke Brückenkopfstellung auf das östliche Ufer der Theiß zurückzuziehen, da er die Bedrohung seiner Südflanke erkannte und eine mögliche Wiedervereinigung mit der Hauptarmee unter Görgey oder anderseits über Baba die Verbindung nach Nagy-Kikinda mit der selbständig operierenden Division Kmety sichern wollte. Das österreichische I. Korps unter Schlick überquerte am 1. August die Theiß bei Neumarkt in Richtung Makó. Am 4. August erfolgte ein erster Zusammenstoß mit ungarischen Truppen unter General János Lenkey, dessen schwache Division (etwa 7000 Mann) versuchte, den kaiserlichen Maros-Übergang zu verzögern, um den ungarischen Rückzugsweg nach Arad offen zu halten. Dembińskis Armee hatte sich hinter einer hohen und breiten Dammstellung verbarrikadiert, die sich vom Maros zunächst in südwestlicher und dann in westlicher Richtung bis zum Wald von Szt.-Iván zog, wo sie bis an die Theiß reichte. Hinter der Dammstellung befanden sich die Dörfer Szőreg und Szt.-Iván, die auf einem sumpfigen Plateau erreichbar waren. Die Position des ungarischen 9. Korps (General Aristide Dessewffy) lag in der zentralen Dammstellung vor Szőreg. Das 10. Korps unter Oberst László Gál lagerte am linken Flügel, die Division Lenkei bei Deszka stand nahe Szőreg. Die polnische Legion unter Wysocki stand als Reserve dahinter. Das 4. Korps unter General Guyon, das am linken Flügel Nagykanizsa besetzt hielt, wurde bei Szt.-Iván in Stellung gebracht, wo das österreichische III. Korps den ungarischen Wall zu umgehen suchte. Bei Sombor beobachtete eine weitere ungarische Division Schlicks Operationen gegen Szerdahely. Haynau befahl am 4. August, seine Hauptmacht in den Brückenkopf von Uj-Szeget zu legen, und wollte am folgenden Tag mit etwa 31.000 Mann angreifen.

## Die Schlacht
Für den um 16 Uhr geplanten Angriff wurde auf Haynaus Befehl das IV. Korps (FML Liechtenstein) im Brückenkopf gruppiert. Die Division Lobkowitz mit der Brigade Benedek voraus stand links auf der Straße nach Arad, die Brigade Jablonowski wurde rechts abgesetzt. Im zweiten Treffen folgten die Division Herzinger und die russische 3. Division des Generalleutnant Panjutin (12.000 Mann). Die Artillerie-Reserve wurde rechts von der Brigade Jablonowski unter Deckung der Auersperg-Kavallerie postiert. Nach Abzug der Sicherungen wurde die Kavallerie-Division Bechtold mit 22 Schwadronen angewiesen, sich unmittelbar im südwestlichen Teil des Brückenkopfes zu entfalten. Die Truppen, die sich auf den Angriff konzentrierten, zählten etwa 25.000 Mann, darunter 4.200 Reiter und 160 Kanonen. Um den Angriff der Infanterie zu unterstützen, wies Haynau seinen Reiterführer Bechthold am rechten Flügel an, Dembińskis Verteidigungswall bei Guayla zu umgehen. Gegen 15:30 Uhr wurden 3 russische Jägerbataillone und 2 Kavallerieschwadronen ab, um den Wald von St. Ivan zu besetzen. Der Angriff wurde von 6 russischen Kanonen vom rechten Ufer der Theiß vorbereitet und unterstützt. Im Wald sicherten nur zwei ungarische Bataillone ohne Reserven, die sich nach dem russischen Angriff ohne Widerstand zurückzogen.
Generalmajor Bechtold versuchte, den ungarischen Wall anzugreifen, aber er fand das Hindernis für seine Reiter undurchdringlich, russische Jäger und österreichische Artillerie, die am Angriff auf den Wald von St. Ivan teilgenommen hatten, mussten die Ausgänge des Waldes verlassen.
Sobald Dembiński die kaiserlichen Reiterkolonnen wahrnahm, sandte er 100 Husaren durch die am Damm vorbereiteten Lücken gegen Bechtolds Avantgarde zum Gegenangriff vor. Als gegen 17:30 Uhr Bechtolds Umfassungsoperation noch immer keine Wirkung zeigte, verlor Haynau die Geduld und befahl seiner Infanterie, den Damm frontal anzugreifen. Die zur Verfügung stehende Artillerie war vollständig ausgerichtet und erhielt den Befehl zum Bombardement. Auf dem linken Flügel entfalteten sich vorne zwei 12-pfündige Batterien, die 800 Schritte vorgezogen wurden und das Feuer eröffneten. Unter dieser Feuerdeckung marschierte Benedeks Brigade zwischen den Mureş und dem Damm gegen den äußersten rechten Flügel der ungarischen Armee vor. Auf dem rechten Flügel des Brückenkopfes entfaltete sich das Feuer der Artilleriereserve, welche den Kavallerie-Batterien nachgeführt wurde. Die Batterien, die anfangs auf etwa 900 Schritt Distanz zum ungarischen Wall zu schießen begannen, wurden bald auf einer Distanz von 700 Schritten vorgezogen. Schließlich standen 16,5 Batterien mit 99 Kanonen im Feuer. Die volle Konzentration einer solchen Artilleriemasse war nur deshalb ohne Verluste möglich, weil die Sonne hinter der österreichischen Front unterging und die geblendeten Ungarn diesen Aufmarsch erst nach der ersten Salve wahrnahmen. Erst dann eröffneten 50 ungarische Kanonen am Damm ein heftiges Abwehrfeuer gegen den österreichischen linken Flügel. Dembińskis Kavallerie hätte etwas gegen die feindlichen Batterien unternehmen können, wenn sie nicht zusammen mit den Reservebatterien wegen Bechtolds Bewegungen abgelenkt gewesen wäre und zu spät der Gefahr am linken Flügel begegnen konnte.
Die Wirkung der unterlegenen österreichischen Artillerie war so groß, dass bei den Ungarn eine Batterie nach der anderen ausfiel. Haynau befahl den Angriff gegen die Böschungslinie, während die gegnerischen Reiterverbände zusammenstießen. Nachdem Bechtold 4 Schwadronen und 3 Kanonen am Damm bei Gala stationiert hatte, überquerte er den Wall mit 18 Schwadronen. Die Kavalleriebrigade Simbschen stieß in Richtung St. Ivan, hinter ihm und links von der Brigade Lederer folgten zwei Batterien. Die linke Flanke von Simbschen kam unter Kanonenfeuer, während sich drei ungarische Husarenregimenter auf Lederers Reiterei warfen. Hinter den Stellungen des ungarischen Korps Dessewffy kam es zu einem halbstündigen Kavalleriekampf mit wechselndem Erfolg, gleichzeitig überquerte die österreichische Infanterie den Walldamm, die ungarischen Husaren zogen sich nach Szőreg zurück. Die Brigade Benedek führte den Angriff gegen die linke Seite des Damms, die Brigade Jablonowski gegen die rechte, gefolgt von Herzingers zweitem Treffen und der russischen Division als Reserve. Mehrere ungarische Bataillonen leisteten Jablonowski noch Widerstand, um den Rückzug ihrer Kanonen zu decken. Der Zusammenstoß war kurz und endete mit dem Verlust von 3 ungarischen Kanonen. Dembińskis Armee leistete im Brand geschossenen Szőreg nur noch kurzen Widerstand, bevor sie sich über Deszk nach Bébas absetzte.

## Folgen
Der Verlust der Österreicher betrug 45 Tote, 1 General, 3 Offiziere und 191 Mann waren verwundet. Die Russen hatten nur 4 Verwundete. Der Verlust der Ungarn wurde nicht bekannt, österreichische Quellen sprechen von 350 Gefangenen und etwa 400 Toten und Verlusten. General Dembiński, dessen Pferd erschossen wurde, wurde ebenfalls verwundet, aber nicht schwer.
Nach der Schlacht lagerte die Brigade Benedek (nach dessen Verwundung unter Oberst Siegenthal) östlich von Szőreg mit ihren Außenposten in Deszk, von Herzingers Division stand die Brigade Jablonowski westlich von Szőreg. Panjutins Division rückte südlich von Szőreg vor und Bechtolds Kavalleriedivision lagerte in St. Ivan, wo die Verbindung mit dem III. Korps bis Ráckeresztúr hergestellt wurde. Nach der Schlacht von Szőreg war die Vormarsch-Straße nach Arad für die Kaiserlichen offen. Während die italienische Legion unter Alessandro Monti den Rückzug der geschlagenen Ungarn deckte, wurde im Feldlager am 8. August ein Befehl von Kossuth umgesetzt: Der bisherige Befehlshaber Dembiński wurde durch General Józef Bem ersetzt. Dembiński sollte die Verteidigungsstellung vor Temesvár noch zur Abwehr organisieren, bevor Bem am 9. August eintraf.